# J.A. Carp's garenfabrieken
J.A. Carp's garenfabrieken is een voormalig textielbedrijf met de hoofdvestiging te Helmond. Het was de voortzetting van een te Helmond gevestigde roodververij,  genoemd naar de grondlegger. De in 1917 opgerichte NV was een van de weinige naaigarenproducenten in Nederland en ontwikkelde zich tot een groot industrieel bedrijf (textielfabrikant).

## Oorsprong
De geboren Amsterdammer Jacob Arnoud Carp (1809-1895) associeerde zich na zijn huwelijk met de dochter van de Helmondse kasteelheer, Anna Wilhelmina Wesselman van Helmond (lid van de familie Wesselman) en zijn vestiging daar in 1848 met George Wilhelm Kaulen die een bescheiden turksroodververij exploiteerde. In 1860 scheidden hun wegen en zette J.A. Carp onder eigen naam een eigen nieuw bedrijf op. Zijn turksroodververij in Helmond importeerde ruwe garens, vooral uit Engeland, verfde deze en exporteerde ze vervolgens weer naar het Verre Oosten, voornamelijk naar Nederlands-Indië. Hier werd het garen vooral gebruikt voor de weven van sarongs. Het was een ambachtelijk proces en het bedrijf was redelijk kleinschalig. Daarnaast waren J.A. Carp en later zijn zoon Carel Frederik Carp (1842-1885) nog actief in de Geldropse textielnijverheid, waar zij van 1856 tot 1886 een stoomwolspinnerij en -weverij exploiteerden.
Het bedrijf kreeg nieuwe impulsen na de komst, in 1905, van kleinzoon Dr. Arnoud Carp. In de omgeving werden diverse haspelarijen opgericht, waar met behulp van goedkope meisjes- en vrouwenarbeid de te verven garens omgehaspeld werden, die in het centrale bedrijf te Helmond dan werden geverfd. Tijdens de Eerste Wereldoorlog startte men met de productie van naaigarens. Eind 1917 werd hiertoe de onderneming in een N.V. omgezet, met een maatschappelijk kapitaal van 2½ miljoen gulden, in 1919 verdubbeld. De bedrijfsactiviteiten werden steeds meer geconcentreerd in Helmond, waar bijvoorbeeld ook een klossendraaierij, cartonnagefabriek en drukkerij voor de eigen producten aanwezig was. De afdeling roodververij werd in 1928 gesloten. 
December 1928 legde een brand het hoofdgebouw in as. Mede vanwege de crisis duurde het tot 1934 voordat een bescheiden wederopbouw plaatsvond, een eenverdiepingsgebouw met in het midden een verhoogde entree. Op dat moment waren er weer een 600 personen werkzaam.
In 1938 verkreeg het Schotse bedrijf van de fa. J. & P. Coats te Glasgow de overgrote meerderheid van de aandelen en daarmee de zeggenschap. Het bedrijf werd om die reden tijdens de Tweede Wereldoorlog onder beheer van een Verwalter gesteld. De onderneming bloeide vervolgens opnieuw weer op in de naoorlogse jaren, in 1958 vond een uitgebreide modernisering plaats. De jaren zestig vormden een keerpunt. In 1960 telde Carp nog 400 werknemers, bij de opheffing 10 jaar later nog maar 155. De winstgevendheid voor de aandeelhouders liep ook terug; in 1965 nog een dividend van 17%, in 1968 nog 6%. 

## Het einde
In 1969 werd de fabriek gesloten. De machines voor het verven gingen toen naar de schroot, Philips kocht in augustus 1970 de uitgebreide fabrieksterreinen aan. Van een groot productiebedrijf werd Carp een (veel kleinere) handelsfirma. Op het terrein kwam in 1971 een kleine vestiging van Philips-USFA die in 1974 alweer werd gesloten. In 1981 werden de bedrijfsgebouwen aan de Kanaaldijk N.W. grotendeels gesloopt, op het hoekpand bij de Eikendreef na en de voormalige kantine. Bij de opgravingen werden resten van 't Oude Huys, het eerste kasteel van Helmond, gevonden. Vervolgens verrees op de lokaties een woningbouwproject.
J.A. Carps Garen BV kwam via verschillende fusies en splitsingen in Winschoten terecht, maar de originele naam is niet meer in gebruik.
Dr. Arnoud Carp was ook de bouwheer van de markante villa aan de Aarle-Rixtelseweg in Helmond, die hij in 1921 liet bouwen, een Rijksmonument. Nog tot ver in de jaren '50 woonde de familie Carp er zelf, sindsdien heeft het hoofdgebouw een wisselende bestemming.